# 下围站
下围站是深圳有轨电车下围支线的东段起迄站，位于深圳市龍華區观湖街道环观南路与五和大道的交叉路口
，於2017年10月28日随深圳有轨电车第一期线路开通而啟用。

## 车站结构

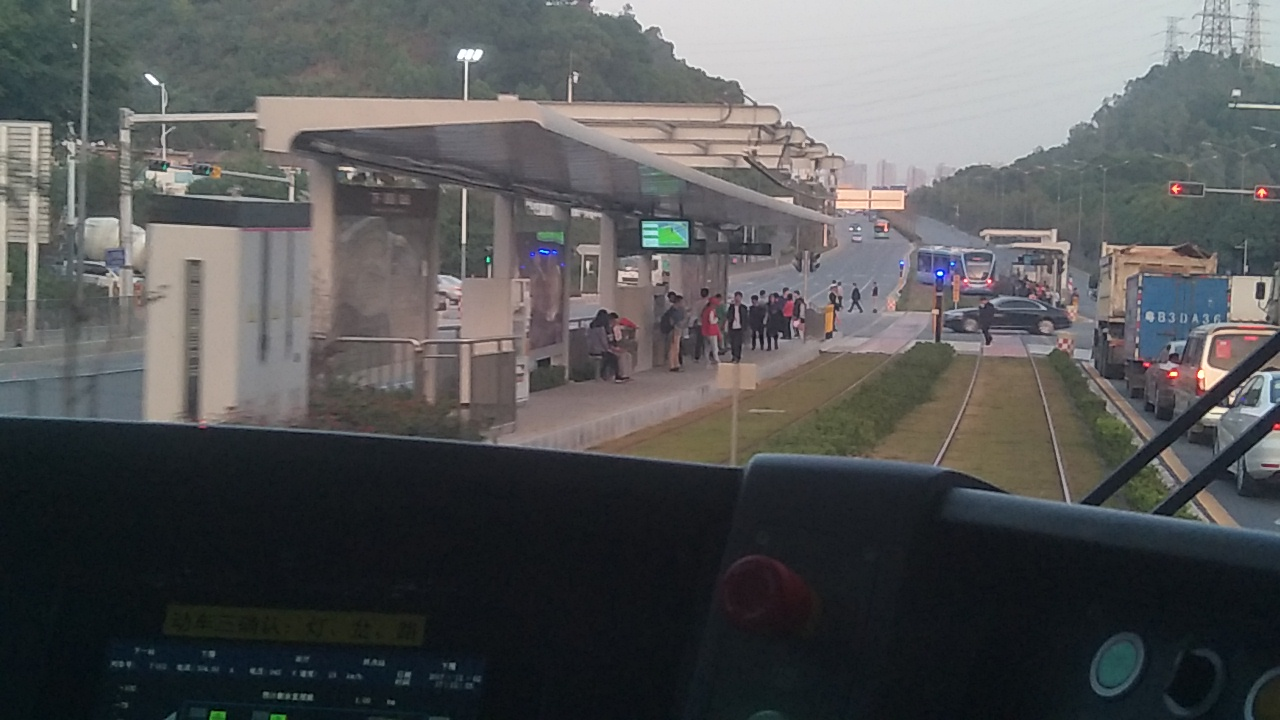
月台布局

本车站有两个分离式侧式月台，两月台分别分布于路口两侧的环观南路上，其中始发列车会使用路口西侧的月台，而终到列车月台会使用路口东侧的月台，列車到達東側月台清客後，會再向前駛到調頭軌才停下，然後司機會步行到列車另一端的駕駛室，再駕駛列車轉入另一方向的路軌。月台旁设有超级电容变压设备，月台与马路人行道无天桥连接，乘客需通过行人过路线来往月台及人行道。

## 车站周边
本车站周边是观澜高新园，周边以工业园、城中村为主。

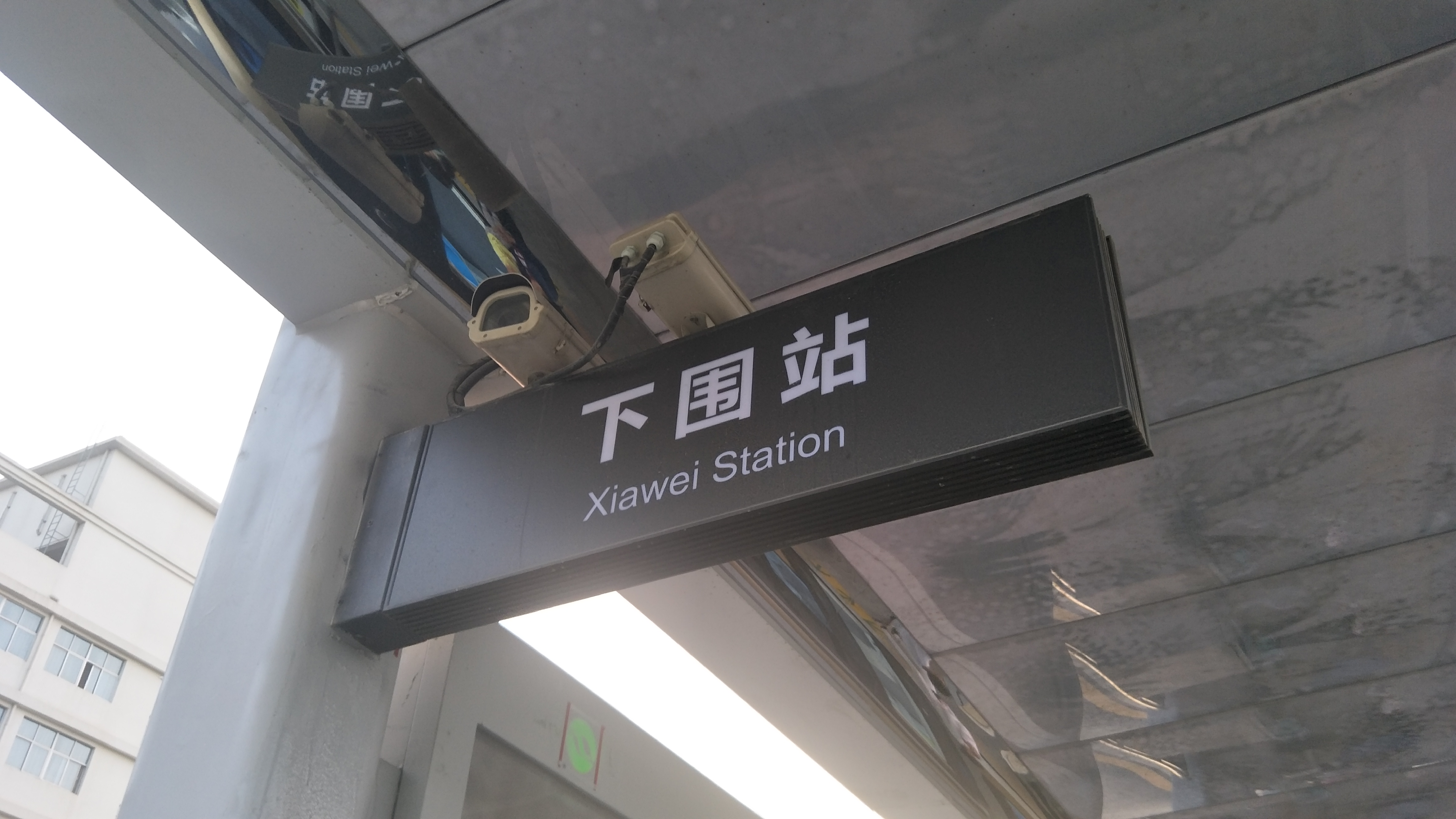
站名牌

- 下围工业区
- 下围村
- 洪涛装饰产业园站名牌

## 歷史
- 2017年10月28日，隨深圳有軌電車開通而啟用。深圳有軌電車的2號綫（清湖至下围）、3號綫（下圍至新瀾）由此站始发终到[3]。
- 2017年12月28日，取消客流量较少的下围至新澜的运行交路(现场标识为3号线)。并加密2号线的发车间隔至12分钟一班。[4]
- 2018年3月28日，全線提速，班次提升為10分鐘一班[5]。
- 2018年6月28日起，全线第三次压缩行车间隔，行车间隔由之前的10分钟压缩至8分钟。[6]